# ربکا سانی
ربکا سانی (به انگلیسی: Rebecca Soni) ورزشکار زن رشتهٔ شنا اهل کشور ایالات متحده آمریکا است. وی در بین سال‌های ‎۲۰۰۸ تا ۲۰۱۲ میلادی در مسابقات بازی‌های المپیک تابستانی در مجموع ۶ مدال، شامل ۳ مدال طلا و ۳ نقره را کسب کرد.